# Jean-François Rivière
Jean-François Rivière (Mayenne, Francia, 28 de febrero de 1977), futbolista francés. Juega de delantero y su actual equipo es el Clermont Foot de la Ligue 2 de Francia.

## Trayectoria
Él firmó en mayo de 2008 un contrato de dos años con el Angers SCO, de la Ligue 2.
El 26 de junio de 2009, él firmó un contrato de dos años con el AC Ajaccio.
El agente libre, se alistó por un período de dos años con Clermont Foot en julio de 2011.

## Clubes
| Club                | País    | Año       |
| ------------------- | ------- | --------- |
| Stade Laval         | Francia | 1995-2000 |
| Amiens SC           | Francia | 2000-2003 |
| Besançon RC         | Francia | 2003-2004 |
| Chamois Niortais FC | Francia | 2004-2008 |
| Angers SCO          | Francia | 2008-2009 |
| AC Ajaccio          | Francia | 2009-2011 |
| Clermont Foot       | Francia | 2011-     |

## Palmarés

### Campeonatos nacionales
| Título               | Club                | País    | Año  |
| -------------------- | ------------------- | ------- | ---- |
| Championnat National | Chamois Niortais FC | Francia | 2006 |